# 池上紗理依
池上 紗理依（1995年10月19日—）是日本新潟縣出身的女演員、模特，所屬事務所為Junny。身高158cm，血型A型。

## 人物
- 有兩個哥哥(一個大6歲、一個大3歲)。
- 9歲時，她曾以童星的身分演出由水野美紀擔綱女主角的電影『裂口女』。

## 作品演出

### 電視劇
- 2015年　 CX「ようこそ、わが家へ」ナカノ電子部品　女子社員役レギュラー
- KBS 女子ラボ・TV
- 2016.08.20 日本テレビ『Huluオリジナルドラマ でぶせん テレビ版』 - 神夜晶
- 2017.01 富士電視台「人渣的本願」- 繪鳩早苗
- 2020.05.16－ NHK綜合『路～台灣Express～』 - 少女時代的曜子

## 外部連結
- 池上紗理依 twitter （页面存档备份，存于）
- 池上紗理依 事務所